# Dunston (Tyne and Wear)
Dunston was oorspronkelijk een zelfstandig dorp aan de zuidelijke oever van de rivier de Tyne. 
Het dorp maakt nu deel uit van de Metropolitan Borough of Gateshead in het Engelse graafschap Tyne and Wear. Een groot deel van Dunston maakt deel uit van het Gateshead regeneratiegebied.
Het Dunston-gebied wordt bediend door station Dunston vanuit Newcastle het eerste station aan de Tyne Valley Line.
Dunston is nu opgesplitst in twee verschillende gebieden die van elkaar zijn gescheiden door de A1- vierbaansweg. Het grootste deel van het gebied ten zuiden van de A1 staat bekend als Dunston Hill.

## Bekende mensen
De politicus Norman Dodds werd in Dunston geboren. De voetballer Paul Gascoigne en de leadzanger van AC/DC Brian Johnson groeiden op in Dunston.